# Angélica Ruvalcaba
Angélica Ruvalcaba (México, 1972) es una actriz mexicana de televisión, actualmente retirada.
Debuta como actriz en 1984 en la obra "Vaselina con Timbiriche", al lado de otros niños y futuras estrellas como Kenya Hijuelos, Thalía, Edith Márquez, Eduardo Capetillo y Alex Ibarra entre otros. Su primer trabajo en televisión fue la telenovela Dulce desafío encarnando a Luisa una de las alumnas del internado donde transcurría la historia. Posteriormente el papel que la hizo conocida, la simpática y fiel amiga de la protagonista en la exitosa telenovela Alcanzar una estrella. Por este papel fue nominada a un premio TVyNovelas a mejor revelación femenina. Repetiría este papel en la secuela Alcanzar una estrella II y en la película Más que alcanzar una estrella. En 1992 participa en la telenovela Baila conmigo encarnando a Mary Jean, una joven oriunda de Estados Unidos que vuelve a México después de muchos años. Sin embargo le es imposible terminar la telenovela por problemas de salud y es reemplazada por la actriz María Rebeca. A partir de aquí deja definitivamente la actuación. Angélica también incursionó en el canto, grabando los temas "Extraño ser niña" para Alcanzar una estrella II y "Alguien nos quiere juntos" para Baila conmigo, por los que también ganó reconocimiento.
Actualmente se encuentra retirada de la actuación y dedicada a su familia. [cita requerida]

## Filmografía

### Telenovelas
- Baila conmigo (Telenovela, 1992 - 1993) .... Mary Jean #1
- Alcanzar una estrella II (Telenovela, 1991) .... Aurora Rueda
- Alcanzar una estrella (Telenovela, 1990) .... Aurora Rueda
- Dulce desafío (Telenovela, 1988) .... Luisa

### Películas
- Más que alcanzar una estrella (1992) .... Aurora Rueda

### Teatro
- Vaselina con Timbiriche (1984) ... Cha Cha. En los Televiteatros (Hoy Centro Cultural Telmex)

## Como cantante
- Alguien nos quiere juntos (para la banda sonora de Baila conmigo)
- Extraño ser niña (para la banda sonora de Alcanzar una estrella II)

## Reconocimientos

### Premios TVyNovelas
| Año  | Categoría                 | Telenovela            | Resultado |
| ---- | ------------------------- | --------------------- | --------- |
| 1991 | Mejor revelación femenina | Alcanzar una estrella | Nominada  |

### Premios Eres
| Año  | Categoría              | Telenovela            | Resultado |
| ---- | ---------------------- | --------------------- | --------- |
| 1991 | Mejor actriz coestelar | Alcanzar una estrella | Ganadora  |